# 해리 포터와 비밀의 방 (영화)
《해리 포터와 비밀의 방》(영어: Harry Potter and the Chamber of Secrets)은 J. K. 롤링의 동명 소설을 원작으로 영국과 미국의 영화 제작사가 합작해 만든 2002년 판타지 영화이다. 8부작 중 두 번째에 해당하는 작품이며, 크리스 콜럼버스가 1편에 이어 감독을 맡았다.

## 줄거리

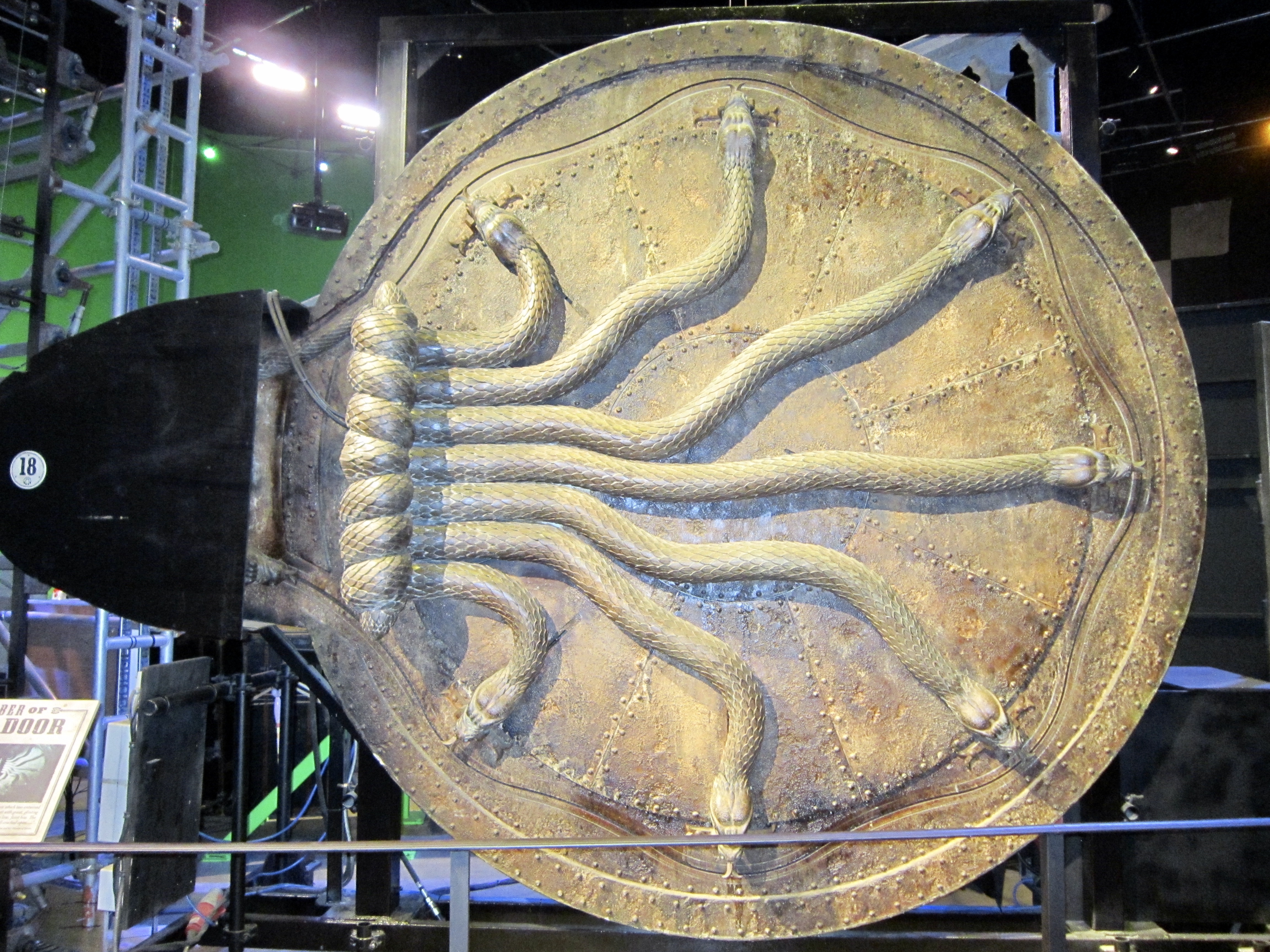
비밀의 방 입구

해리 포터는 더즐리 가족과 여름을 보내던 중 도비라는 집요정을 만난다. 도비는 해리에게 호그와트로 돌아가면 위험이 닥칠 것이라고 경고한다. 해리가 거절하자 도비는 더즐리 가족의 중요한 만찬을 망쳐놓고, 이에 더즐리 가족은 해리의 출발을 막기 위해 그를 가둔다. 해리의 친구 론 위즐리와 그의 형제들인 프레드와 조지가 아버지의 나는 자동차로 그를 구출한다.
다이애건 앨리에서 해리와 위즐리 가족, 헤르미온느 그레인저는 호그와트의 새 어둠의 마법 방어술 교수인 질데로이 록허트의 책 사인회를 목격한다. 그곳에서 해리는 드레이코 말포이의 아버지인 루시우스가 지니 위즐리의 가마솥에 책을 몰래 넣는 것을 본다. 킹스크로스 기차역의 9와 4분의 3 승강장에 들어가지 못하게 되자 해리와 론은 자동차를 타고 호그와트로 향한다. 그들은 그곳에서 울부짖는 버드나무와 충돌하여 론의 지팡이를 부러뜨리고 징계를 받는다.
징계 중 해리는 이상한 목소리를 듣고, 나중에 관리인 아구스 필치의 고양이인 노리스 부인이 피로 쓰인 메시지 옆에서 석화된 채 발견된다: "비밀의 방이 열렸다. 후계자의 적들아... 조심하라." 호그와트의 설립자 중 한 명인 살라자르 슬리데린이 오직 그의 후계자만이 제어할 수 있는 괴물을 담고 있는 비밀의 방을 만들었다고 전해지며, 이 괴물은 학교에서 머글 태생 학생들을 제거할 수 있다고 한다. 이 미스터리를 해결하기 위해 해리와 론, 헤르미온느는 변신 마법약을 사용하여 말포이를 심문하기로 계획한다. 그들은 울보 머틀이라는 유령이 출몰하는 화장실에서 이 마법약을 제조한다.
퀴디치 경기 중 해리의 팔이 날뛰는 블러저에 의해 부러진다. 도비가 병동을 방문하여 9와 4분의 3 승강장의 장벽을 닫고 블러저가 해리를 쫓게 만든 것이 자신이라고 밝힌다. 이는 해리를 학교에서 떠나게 하기 위함이었다. 그는 또한 과거에 비밀의 방이 열렸었다고 말한다. 해리가 뱀과 대화하는 것이 목격되자 학교는 그가 후계자라고 믿기 시작한다. 말포이의 친구들로 변장한 해리와 론은 그가 후계자가 아니라는 것을 알게 되지만, 비밀의 방이 마지막으로 열렸을 때 한 머글 태생 소녀가 죽었다는 사실을 알게 된다. 해리는 전 학생 톰 마볼로 리들의 것이었던 마법이 걸린 일기장을 발견한다. 리들은 비밀의 방을 열고 루베우스 해그리드에게 누명을 씌워 그가 퇴학당하게 했다. 일기장이 도난당하고 헤르미온느가 석화되자 해리와 론은 해그리드를 심문한다. 덤블도어 교수, 마법부 장관 코넬리우스 퍼지, 그리고 루시우스가 도착하여 해그리드를 아즈카반으로 데려가고 덤블도어를 해임하지만, 그는 남몰래 소년들에게 "거미를 따르라"고 말한다. 금지된 숲에서 해리와 론은 해그리드의 거대한 애완 거미 아라고그를 만나는데, 아라고그는 해그리드의 무죄를 밝히고 비밀의 방의 괴물에 대한 작은 단서를 제공한다.
헤르미온느의 손에 들린 책 페이지는 그 괴물이 바실리스크라고 밝힌다. 바실리스크는 거대한 뱀으로, 그와 직접 눈을 마주친 사람들을 죽이며, 석화된 희생자들은 간접적으로만 그것을 보았다. 학교 직원들은 지니가 비밀의 방으로 끌려갔다는 것을 알게 되고, 록허트에게 그녀를 구하도록 지명한다. 해리와 론은 록허트가 도망갈 준비를 하는 것을 발견하고 그가 사기꾼이라는 것을 밝혀낸다. 머틀이 바실리스크에 의해 죽은 머글 태생 소녀였다는 것을 추론한 그들은 그녀가 출몰하는 화장실에서 비밀의 방 입구를 찾는다. 안으로 들어가자 록허트는 기억 삭제 주문으로 해리와 론을 막으려 한다. 그러나 그가 론의 부러진 지팡이를 사용했기 때문에 주문이 역효과를 일으켜 록허트의 기억을 지우고 동굴 붕괴를 일으켜 해리를 론과 록허트로부터 분리시킨다.
해리는 홀로 비밀의 방에 들어가 의식을 잃은 지니를 발견하고, 그녀를 지키고 있는 리들을 만난다. 리들은 슬리데린의 후계자이자 볼드모트의 젊은 시절 모습으로 밝혀지며, 그는 일기장을 이용해 지니를 조종하여 비밀의 방을 다시 열게 했다. 해리가 덤블도어에 대한 충성심을 표현하자 덤블도어의 애완 불사조인 폭스가 분류 모자와 함께 도착하고, 이에 리들은 바실리스크를 소환한다. 폭스가 바실리스크의 눈을 멀게 하고, 분류 모자에서 그리핀도르의 검이 나타난다. 해리는 이 검으로 바실리스크와 싸운다. 힘겨운 전투 끝에 그는 바실리스크를 죽이지만 그 독니에 의해 중독된다.
부상에도 불구하고 해리는 바실리스크의 송곳니로 일기장을 찌르고, 이로 인해 리들이 파괴되고 지니가 소생한다. 폭스의 눈물이 해리를 치유하고, 그는 친구들과 혼란스러워하는 록허트와 함께 호그와트로 돌아가 덤블도어의 칭찬을 받고 해그리드의 석방을 이끌어낸다. 해리는 도비의 주인인 루시우스가 지니의 가마솥에 일기장을 넣었다고 비난하고, 루시우스를 속여 도비를 자유롭게 한다. 바실리스크의 희생자들이 치유되고, 헤르미온느는 친구들과 재회하며, 해그리드는 아즈카반에서 석방된다.

## 출연진
| 배우              | 등장인물            | 인물 설명                                |
| ----------------- | ------------------- | ---------------------------------------- |
| 다니엘 래드클리프 | 해리 포터           | 주인공                                   |
| 루퍼트 그린트     | 론 위즐리           |                                          |
| 엠마 왓슨         | 헤르미온느 그레인저 |                                          |
| 리처드 해리스     | 알버스 덤블도어     | 호그와트 교장                            |
| 케네스 브래나     | 질데로이 록허트     | 신임 어둠의 마법 방어술 담당교수         |
| 앨런 릭먼         | 세베루스 스네이프   | 마법약 담당교수, 호그와트 임시 클럽 감독 |
| 매기 스미스       | 미네르바 맥고나걸   | 호그와트 교감, 변신술 교수               |
| 로비 콜트레인     | 루비우스 해그리드   | 호그와트 사냥터지기                      |
| 보니 라이트       | 지니 위즐리         | 론 위즐리의 여동생                       |
| 제이슨 아이작스   | 루시우스 말포이     | 드레이코 말포이 아버지, 호그와트 이사장  |
| 톰 펠튼           | 드레이코 말포이     | 슬리데린 소속 학생                       |
| 크리스천 콜슨     | 톰 마볼로 리들      | 볼드모트의 청년 시절                     |
| 데이비드 브래들리 | 아구스 필치         | 호그와트 관리인                          |
| 셜리 헨더슨       | 모우닝 머틀         | 호그와트 유령                            |

## 한국판 성우진(SBS)
- 손정아 - 해리(다니엘 래드클리프)
- 김서영 - 론(루퍼트 그린트)
- 정미숙 - 헤르미온느(엠마 왓슨)
- 안지환 - 루시우스(제이슨 아이작스)
- 박지훈 - 록허트(케네스 브래너)
- 박상일 - 코넬리우스(로버트 하디)
- 김규식 - 덤블도어(리처드 해리스)
- 이근욱 - 필치(데이비드 브래들리)
- 이종구 - 버논(리처드 그리피스) / 닉(존 클리즈)
- 최옥희 - 맥고나걸(매기 스미스)
- 최문자 - 말포이(톰 펠튼)
- 임은정 - 머틀(셜리 핸더슨) / 지니(보니 라이트)
- 이연희 - 두들리(해리 멜링)
- 김순선 - 프레드(제임스 펠프스)
- 강구한 - 도비(토비 존스) / 스네이프(앨런 리크먼)
- 이선호 - 콜린(휴 미첼)
- 박영화 - 아서(마크 윌리엄스)
- 차명화 - 페투니아(피오나 쇼)
- 이장원 - 해그리드(로비 콜트레인)
- 성선녀 - 바실리스크
- 변영희 - 퍼시(크리스 랭킨) / 톰 리들(크리스천 콜슨) / 우드(숀 비거스태프)

## 흥행
2002년 전미 박스오피스에서 총 8억 7천 9백 80만 달러를 벌어들여 같은 해 영화흥행순위 2위를 기록하였다. 한국 박스오피스에서는 약 379만명의 관객을 동원하였다.